# Wilhelm Müller (Politiker, 1908)
Wilhelm Müller (* 2. Februar 1908 in Hamburg; † 27. Oktober 1983) war ein deutscher KPD- und SED-Funktionär, Widerstandskämpfer gegen den Nationalsozialismus und Journalist. Er war stellvertretender Generaldirektor des Allgemeinen Deutschen Nachrichtendienstes (ADN), der Nachrichtenagentur der DDR.

## Leben
Müller, Sohn einer Arbeiterfamilie, besuchte die Volks- sowie die Fremdsprachenschule. Er absolvierte eine Banklehre und arbeitete anschließend als Bankangestellter in Hamburg, dann ab 1926 als Angestellter bei der Hamburger Hausmaklerfirma J. L. Völkers & Sohn, später als Redakteur. 1922 trat er der SAJ, 1925 dem KJVD und 1930 der KPD bei. 
Nach der „Machtergreifung“ der Nationalsozialisten war er von 1933 bis 1936 Funktionär im illegalen Hamburger Parteiapparat der KPD. Im Oktober 1936 wurde er verhaftet und vom Volksgerichtshof im Februar 1938 wegen „Vorbereitung zum Hochverrat“ zu sechs Jahren Zuchthaus verurteilt. Er war zunächst im KZ Fuhlsbüttel, ab November 1942 im KZ Sachsenhausen inhaftiert, wo er sich auch illegal betätigte.
Nach Kriegsende 1945 war er zunächst Angestellter des OdF-Hauptausschusses in Berlin, dann ab November Mitarbeiter der KPD-Bezirksleitung Mecklenburg. 1946 trat er der SED bei. Von Januar 1946 bis 1950 war er wieder journalistisch tätig, als Redakteur und stellvertretender Chefredakteur bzw. zeitweise als Chefredakteur der Landes-Zeitung (Nachfolger von Erich Glückauf). Müller leitete anschließend von 1950 bis 1952 das Amt für Information in Mecklenburg und war dann 1952/1953 stellvertretender Leiter des Amtes für Information in Berlin. 1953/1954 war er Chefredakteur im SED-Pressedienst. Von 1954 bis 1970 wirkte er als Chefredakteur und als stellvertretender Generaldirektor des ADN. 1970 ging er in den Ruhestand.

## Auszeichnungen
- Vaterländischer Verdienstorden in Bronze (1956), in Silber (1968) und in Gold (1978)[1]